# Nunkolo (plaats)
Nunkolo is een bestuurslaag in het regentschap Timor Tengah Selatan van de provincie Oost-Nusa Tenggara, Indonesië. Nunkolo telt 1382 inwoners (volkstelling 2010).